# Peder Møller (violinist)
 Der er flere personer med dette navn, se Peder Møller.
Peder Christensen Møller (født 28. februar 1877 i Brønderslev, død 1. juli 1940 i København) var en dansk violinist og musiklærer.
Peder Møller blev ansat i Det Kongelige Kapel i 1910, hvor han virkede indtil 1914. Forinden havde han boet 15 år i Paris. Peder Møller var inspirationskilden til Carl Nielsens violinkoncert op. 33, der blev uropført 28. februar 1912 sammen med Nielsens 3. symfoni Sinfonia Espansiva. Peder Møller optrådte som solist i violinkoncerten i bl.a. Oslo, Stockholm, Paris og Berlin og var med sin blændende teknik med til at bane vejen for dette værks placering på koncertrepertoiret også i udlandet. Han optrådte også som kammermusiker i Agnes Adler trioen med Agnes Adler (klaver) og Louis Jensen (cello).
Han var ansat som underviser ved Det Kgl. Danske Musikkonservatorium. 1918 blev han kongelig kammermusikus, 1927 Ridder af Dannebrog og 1937 Dannebrogsmand.
Efter hans død blev der oprettet en fond Kammermusikus Peder Møllers Mindefond, der uddelte sit første legat Peder Møller Prisen på 500 kr. i 1944 på violinistens fødselsdag den 28. februar.
Peder Møller er begravet på Ordrup Kirkegård.